# Bistorta
Bistorta je biljni rod iz porodice dvornikovki raširen po Euroaziji i Sjevernoj Americi. Rod je sa svojih četrdesetak vrsta uključen u podtribus Koenigiinae.
U Hrvatskoj raste gomoljasti dvornik, koji je nekada uključivan u rod dvornika.

## Vrste
1. Bistorta abukumensis Yonek., Iketsu & H.Ohashi
2. Bistorta affinis (D.Don) Greene
3. Bistorta albiflora Miyam. & H.Ohba
4. Bistorta alopecuroides (Turcz. ex Kom.) Nakai
5. Bistorta amplexicaulis (D.Don) Greene
6. Bistorta attenuata Kom.
7. Bistorta attenuatifolia Miyam. & H.Ohba
8. Bistorta bistortoides (Pursh) Small
9. Bistorta burmanica Yonek. & H.Ohashi
10. Bistorta coriacea (Sam.) Yonek. & H.Ohashi
11. Bistorta diopetes H.Ohba & S.Akiyama
12. Bistorta elliptica (Willd. ex Spreng.) V.V.Petrovsky, D.F.Murray & Elven
13. Bistorta emodi (Meisn.) H.Hara
14. Bistorta griersonii Yonek. & H.Ohashi
15. Bistorta griffithii (Hook.f.) Grierson
16. Bistorta hayachinensis (Makino) H.Gross
17. Bistorta honanensis (H.W.Kung) Yonek. & H.Ohashi
18. Bistorta incana (Nakai) Nakai
19. Bistorta jaljalensis H.Ohba & S.Akiyama
20. Bistorta krascheninnikovii N.A.Ivanova
21. Bistorta longispicata Yonek. & H.Ohashi
22. Bistorta ludlowii Yonek. & H.Ohashi
23. Bistorta macrophylla (D.Don) Soják
24. Bistorta manshuriensis (Petrov ex Kom.) Kom.
25. Bistorta milletii H.Lév.
26. Bistorta milletioides H.Ohba & S.Akiyama
27. Bistorta ochotensis Kom.
28. Bistorta officinalis Delarbre
29. Bistorta paleacea (Wall. ex Hook.f.) Yonek. & H.Ohashi
30. Bistorta perpusilla (Hook.f.) Greene
31. Bistorta plumosa (Small) Greene
32. Bistorta purpureonervosa (A.J.Li) Yonek. & H.Ohashi
33. Bistorta × rhaetica (Brügger) Dostál
34. Bistorta rubra Yonek. & H.Ohashi
35. Bistorta sherei H.Ohba & S.Akiyama
36. Bistorta sinomontana (Sam.) Miyam.
37. Bistorta subscaposa (Diels) Petrov
38. Bistorta suffulta (Maxim.) Greene ex H.Gross
39. Bistorta tenuicaulis (Bisset & S.Moore) Nakai
40. Bistorta tenuifolia (H.W.Kung) Miyam. & H.Ohba
41. Bistorta tubistipulis Miyam. & H.Ohba
42. Bistorta vacciniifolia (Wall. ex Meisn.) Greene
43. Bistorta vivipara (L.) Delarbre